# Stadion Tušanj
Stadion Tušanj – wielofunkcyjny stadion w Tuzli, w Bośni i Hercegowinie. Został otwarty w 1957 roku. Może pomieścić 8 444 widzów. Swoje spotkania rozgrywa na nim drużyna FK Sloboda Tuzla.
Na stadionie jeden raz zagrała piłkarska reprezentacja Bośni i Hercegowiny, pokonując 4 września 2014 roku w meczu towarzyskim Liechtenstein 3:0.